# Histioteuthis miranda
Histioteuthis miranda är en bläckfiskart som först beskrevs av Berry 1918.  Histioteuthis miranda ingår i släktet Histioteuthis och familjen Histioteuthidae. Inga underarter finns listade i Catalogue of Life.